# Bohoslužba oběti
Bohoslužba oběti (latinsky liturgia eucharistica) je část mše, při níž dochází ke slavení eucharistie. Skládá se z přípravy darů, eucharistické modlitby a svatého přijímání. V mimořádné formě římského ritu, běžně používané do liturgické reformy provedené po druhém vatikánském koncilu, jí odpovídá mše věřících.